# Chlorophorus castaneorufus
Chlorophorus castaneorufus är en skalbaggsart som först beskrevs av Leon Fairmaire 1895.  Chlorophorus castaneorufus ingår i släktet Chlorophorus och familjen långhorningar. Inga underarter finns listade i Catalogue of Life.